# Leptolalax pelodytoides
Leptolalax pelodytoides är en groddjursart som först beskrevs av George Albert Boulenger 1893.  Leptolalax pelodytoides ingår i släktet Leptolalax och familjen Megophryidae. IUCN kategoriserar arten globalt som livskraftig. Inga underarter finns listade i Catalogue of Life.